# Бартангци
Бартангци (енгл. Bartangs, рус. Бартангцы) народ су из памирске групе иранских народа који живи у државама средње Азије, а највећи број њих тренутно живи на просторима планине Памир.

## Станиште
Бартангци живе у подручју између села Дашт и Басида, изнад Рушанаца, у долини Бартанга у Памиру. Највећа села су Сипанџ (Бартанг на неким картама), Даржомиш, Разудаш и Басид. Административно припадају Рушанском рејону на аутономној територији Горно-Бадахшан, који је дио Таџикистана.
Долина Бартанга, једна је од највиших у Памиру и са карактеристичном климом, коју карактеришу велике падавине и велики дио земљишта прекривен пјеском. Главна подручја погодна за становање су на делти ријеке Бартанг. Становништво у долини је ретко. Мало је обрадивог земљишта. Сипанџ, центар у претходном округу Бартанг, удаљен је 57 километара од рушанских територија и до њега се може доћи аутомобилом. Путеви за друга села не постоје.

### Подаци о становништу
Према подацима припадника овог народа је на званичној листи села Таџикистана (Стаљинабад, 1932. године)  2. 049 људи. Двије године касније, у време пописа из 1939. године, било је 3.700.

## Језик
Бартангски језик припада сјеверној подгрупи памирских језика који припадају иранској групи индоевропских језика. Њихов језик се разликује од осталих језика памирских народа, посебно од хуфског и шугнанског. Постоје два дијалекта: Басид и Сипанџ (Сипонџ). Први се углавном говори у селу Басид, други у Сипанџу (Сипонџу) и у селу Равмиду. Такође, постоје и фонетичке разлике између њих. Басидски дијалект је сличан орошорском језику, док је дијалекат Сипанџ сличан рушанском језику. Утицај рушанског је нарочито јак у селу Равмид.

## Историја
Масовно пресељење Бартангаца се десило у овим деловима педесетих година прошлог вјека, тако да је до 1959. године број Бартангаца на овим просторима смањен на мање од хиљаду. Од 1959. године становништво долине Бартанг је у порасту, а празно село Равмед поново је насељено.

## Истраживања
Прије 1916. године Бартангци и њихов језик нису били познати Европи. Године 1916. објављен је кратки научни рад „Notes zur le yazgoulami, dialecte iraniren des confins du Pamir” који је укључивао неке од ријечи, објављен постхумно од стране француског лингвиста Р. Готоa.